# Clematis heracleifolia
Clematis heracleifolia är en ranunkelväxtart som beskrevs av Dc.. Clematis heracleifolia ingår i släktet klematisar, och familjen ranunkelväxter. Inga underarter finns listade i Catalogue of Life.

## Bildgalleri

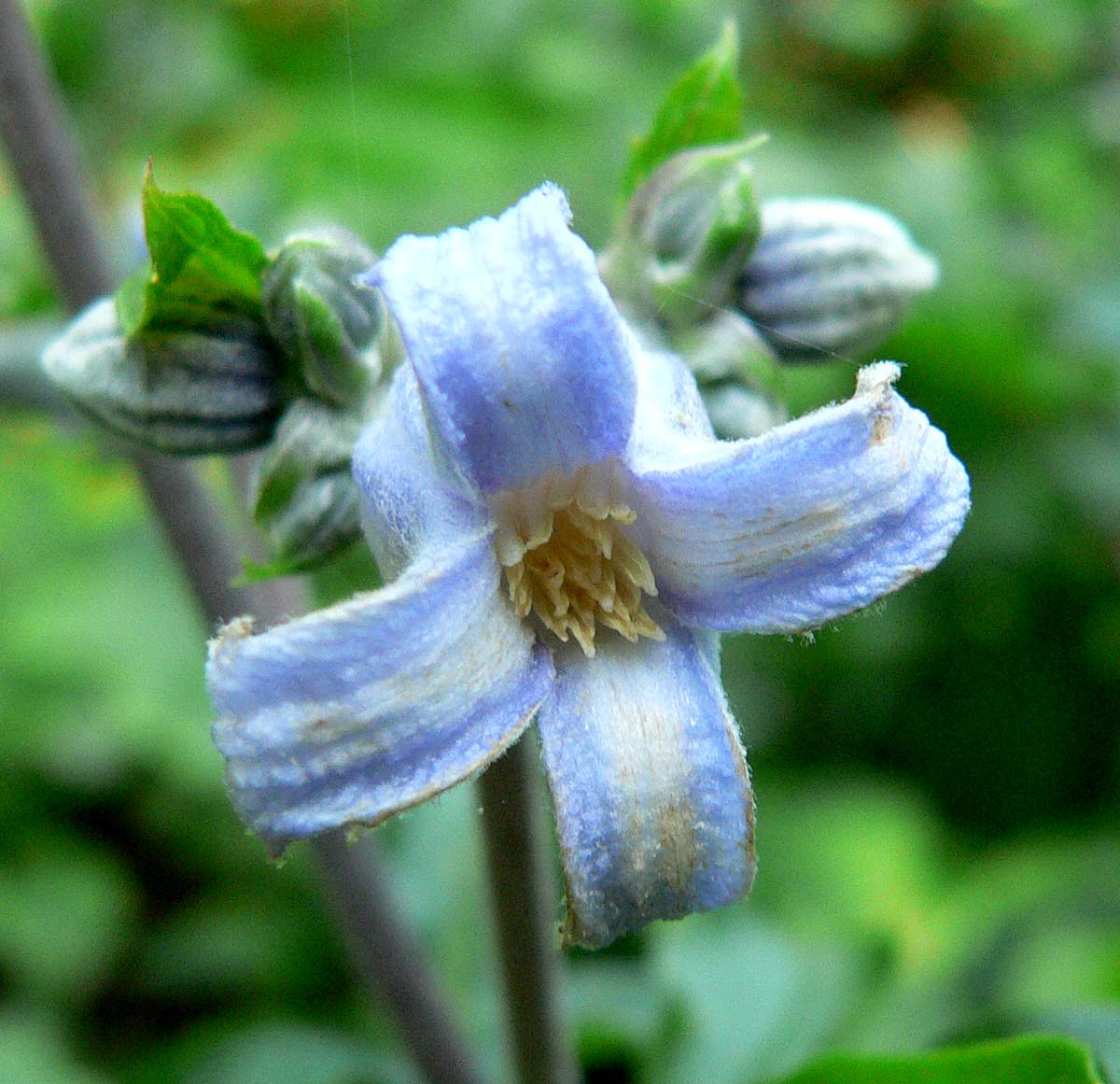
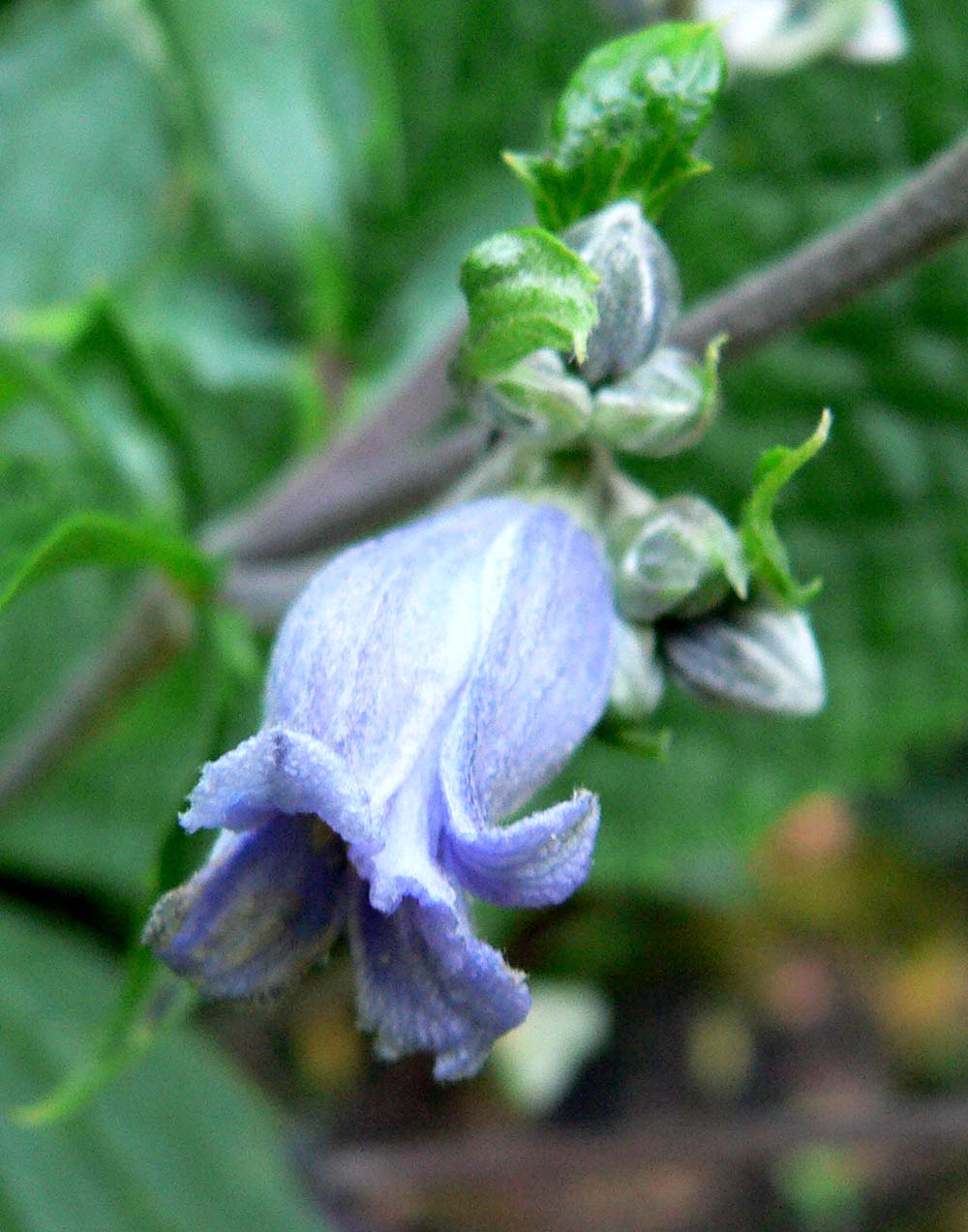
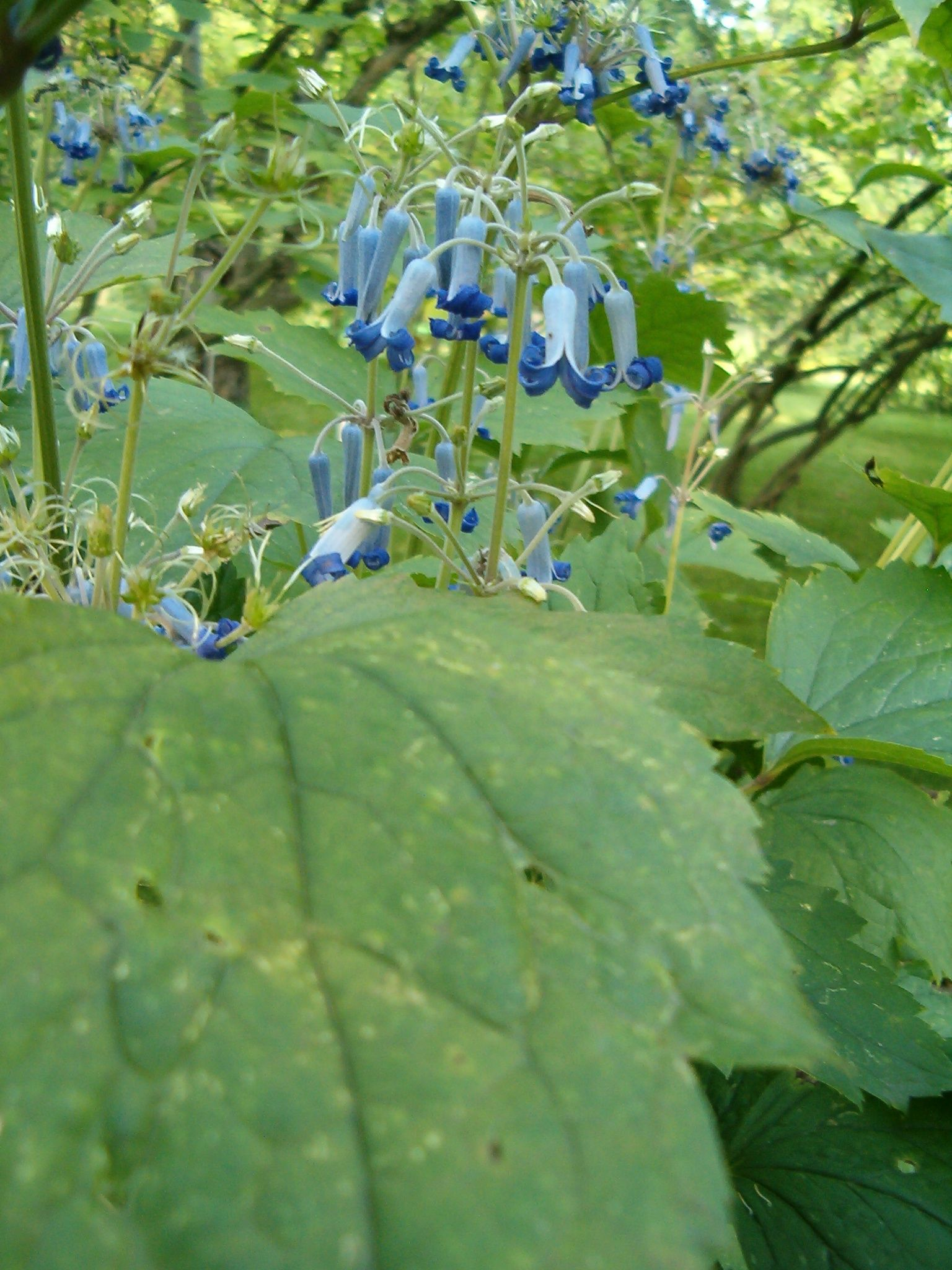
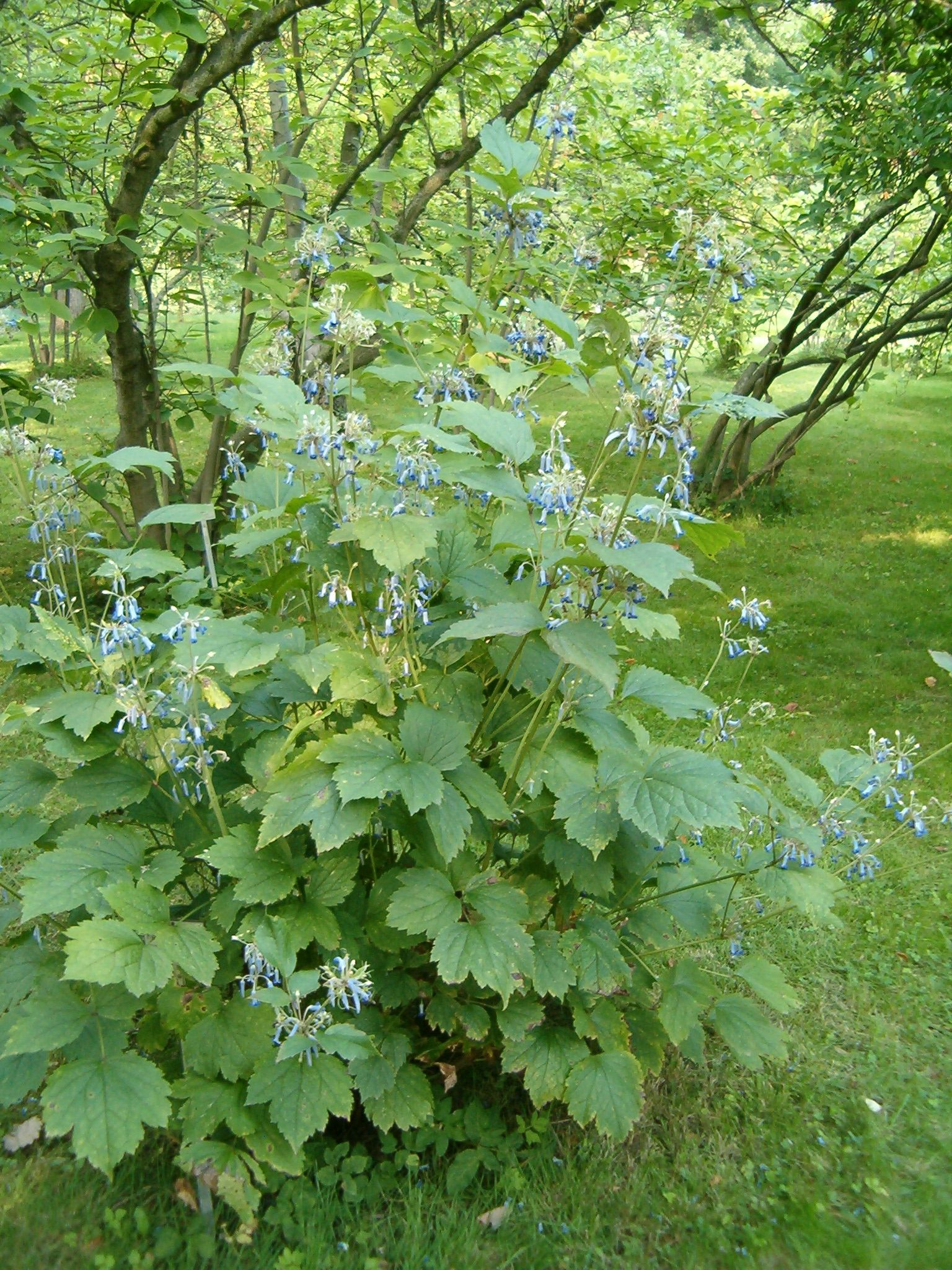